# RahXephon
RahXephon (яп. ラーゼフォン, укр. РаЗефон чи РакСефон) — популярний японський аніме-серіал про 17-літнього хлопця Каміна Аято, який може керувати богоподібною мехою Разефоном та його пошуки свого місця в навколишньому світі. Серіал вийшов в 2002 році. Фактично це перша самостійна робота студії BONES. Серіал вперше демонструвався з 21 січня 2002 року по 10 вересня 2003 року на телеканалі Fuji Television. Згодом аніме вийшло на DVD та було ліцензоване для показу в багатьох країнах. У наступному році вийшов повнометражний фільм «RahXephon: Pluralitas Concentio», який переказує сюжет серіалу.
У 2001 році аніме було адаптовано в манґу, манґакою — Момосе Такеакі. Наступного року на CD вийшла радіопостановка «за мотивами». У 2003 році вийшла відеогра «RahXephon» для PlayStation 2. Як бонус на диску з грою містилася спеціальна OVA-серія аніме — «Вона та вона сама» (яп. 彼女と彼女自身と).
За всесвітом «RahXephon» вийшло багато книг: цикл романів Оноґі Хіросі, два артбуки та декілька незалежних романізацій.
Багато критиків відзначали певну схожість серіалу з ранішою роботою студії Gainax — Neon Genesis Evangelion, також Разефон часто порівнюють з такими відомими аніме, як Brain Powerd та Megazone 23.

## Сюжет
Йде 2015 рік. Сімнадцятилітній Каміна Аято закінчує школу в Токіо. З батьків у нього — лише вічно заклопотана мати. Два роки тому в результаті нападу невідомих загарбників все людство загинуло, залишилася неушкодженою тільки відносно невелика територія з центром у Токіо, виїхати за межі якої неможливо. Учням говорять у школі, що все населення планети складає тепер не більше 23 мільйонів чоловік.

Разефон — гігант, яким керує головний герой

Одного разу вранці по дорозі в школу Аято стає свідком початку війни — сили самооборони Японії відбивають напад невідомого ворога, застосовуючи, крім звичайної бойової техніки, гігантських істот або роботів гуманоїдного типу, — долемів.
Про школу можна вже забути — набагато важливіше просто вижити і допомогти друзям. Через деякий час Аято зустрічає молоду жінку — Сіто Харуку. Разом вони залишають Токіо, за допомогою Разефона — гіганта того ж типу, що використовувалися для відбиття нападу. З'ясовується, що Аято, схоже, єдиний, хто може управляти Разефоном.
Опинившись за межами Токіо, Аято дізнається правду: Земля не сплюндрована, і людство продовжує існувати, але якийсь час назад раса істот Му («муліани»), що прийшла з паралельного світу, напала на людей. Наслідком нападу стало те, що Токіо з околицями був накритий куполом. Ззовні купол дуже схожий на поверхню Юпітера, через що захоплена область отримала найменування «Токіо Юпітер». Люди, що залишилися під куполом, повністю ізольовані від зовнішнього світу. Більш того, час там тече у декілька разів повільніше, ніж у зовнішньому світі. Муліани зовні не відрізняються від людей, але їх кров має яскраво-синій колір. Люди в Токіо поступово мутують, перетворюючись на муліан, про що в більшості своїй не підозрюють. Після перетворення людини в муліанина вона втрачає значну частину пам'яті, її особистість повністю змінюється. Новий муліан забуває минуле, друзів та коханих.
На Землі йде вже 2026 рік, урядова організація «ТЕРРА», офіцером якої є Сіто Харука, намагається протистояти агресії. Через якісь причини, які ніхто йому не хоче пояснювати, Аято — єдиний, кому підкоряється Разефон. Бойова операція, свідком якої він став, була здійснена лише з однією метою — викрасти Аято. Від нього вимагають, щоб він став бойовим пілотом Разефона і брав участь у боротьбі «Тери» з загарбниками. Йому доводиться зробити нелегкий вибір, адже на стороні супротивника — його знайомі, друзі, його мати. А на стороні «Тери» виявляються люди, яких він встиг полюбити і за яких відчуває відповідальність.
Як з'ясовується згодом, Разефон — не тільки і не стільки бойова зброя. Він був створений у світі Му як інструмент для «налаштування світу» — об'єднавшись з пілотом, що має особливі якості і здібності для управління, він стає фактично богом; його спів, керований пілотом («виконавцем»), здатний не тільки руйнувати, але і змінювати світ, приводити його до порядку і гармонії. І люди з «Тери», і Му намагаються використовувати Разефон для того, щоб перетворити світ відповідно до власних уявлень.
Серіал і повнометражний фільм описують одну і ту ж історію, у фільмі лише трохи інакше розставлені акценти і, природно, пропущено багато подій і персонажів.

## Персонажі
- Каміна Аято (яп. 神名綾人)

Сейю: Сімоно Хіро
Сімнадцятилітній хлопець, школяр, захоплюється живописом і хоче стати художником. Батька не пам'ятає, мати постійно на роботі. До певного моменту уявлення не мав про свої незвичайні здібності, вважаючи себе звичайною людиною.
Розумний, сильний духом і цілеспрямований, не боїться брати на себе відповідальність і діяти відповідно до ухваленого рішення. Навіть з важких зривів, викликаних сильними травмуючими переживаннями (зрозумів, що його мати — не людина, дізнався про власну нелюдську природу, через обставини вбив дівчину, що любила його, і не тільки це) вибирається сам і продовжує жити. Погоджується брати участь у боях з єдиної причини — бо це необхідно, щоб захистити тих, кого він любить. При всьому цьому — зовсім не супермен: коливається, помиляється і впадає в юнацький максималізм.
- Сіто Харука (яп. 紫東遥)

Сейю: Хісакава Ая
26 років. Офіцер організації TERRA. Військове звання — капітан. Народилася в один рік з Аято, жила в Токіо, ходила з Аято в школу, любила його. У момент ізоляції Токіо опинилася за його межами — їздила з батьками до родичів — через що не потрапила в захоплену область. Присвятила все своє життя тому, щоб знову зустрітися з коханим, для чого і вступила в «Теру». Через різницю у часі на момент, показаний в аніме, Харука встигла стати дорослою жінкою, на відміну від Аято.
За характером Харука дуже сильна та впевнена в собі особа. Ніколи не вагається ризикнути своїм життям, особливо якщо це допоможе Аято. Вона також має веселу вдачу та легко сходиться з іншими людьми.

## Манґа
Манґа була написана і намальована Момосе Такеакі, на основі сюжету наданого Ідзубуті для студії BONES. Момосе був одним з кандидатів на роботу над дизайном персонажів для серіалу, але Ідзубуті хотів, щоб Ямада Акіхіро створив оригінальний дизайн і Канно Хірокі виконав роботу з адаптації його до анімації. Через це Момосе дістав можливість змінити дизайн персонажів у своєму власному стилі і зробити зміни в характерах героїв та історії, а також додати більше «фансервісу».
Манґа-адаптація RahXephon побудована на тому ж сюжеті, що і аніме, але з деякими відмінностями. В аніме-серіалі, Рейка загадкова і відчужена фігура, а в манзі вона зображується комічнішою. Вона є зведеною сестрою Аято і має істотні відмінності від Рейки в аніме. Аніме-серіал показує Мегумі, що змагається з Харукою за почуття Аято, а в манзі ця роль віддана Рейці. Оцінка часового періоду також різна: у манзі зовні Токіо 2033 рік, а не 2027.
Випуск манґи почався раніше, ніж показ аніме. Перший розділ або «місія», вийшла в журналі сейнен-манґи Monthly Sunday Gene-X видавництва Shogakukan 18 серпня 2001. Останній розділ вийшов через два місяці після показу останніх серії аніме, в номері за грудень 2002 (вийшов 19 листопада).
Пізніше розділи вийшли у трьох танкобонах, які були перекладені і опубліковані в усьому світі. Крім того, кожен видавець міг додати примітки і оголошення на початку і кінці тому.

### Том перший
- Примітки художника
- Місія 1: «Народження» (англ. «The Birth»)
- Місія 2: «Справжній світ» (англ. «The Real World»)
- Місія 3: «Союзник» (англ. «Ally»)
- Місія 4: «Пробудження» (англ. «Awakening»)
- Місія 5: «Віра» (англ. «Trust»)
- Післямова (від Ідзубуті Ютаки)
- «Створюючи Разефона» (англ. «Making of Rahxephon») — гумористичне доповнення

### Том другий
- Примітки художника
- Місія 6: «Один» (англ. «Alone»)
- Місія 7: «Вибір» (англ. «Choice»)
- Місія 8: «Рішення» (англ. «Decision»)
- Місія 9: «Рай» (англ. «Paradise»)
- Місія 10: «Доля» (англ. «Destiny»)
- «Створюючи Разефона» (англ. «Making of Rahxephon») — гумористичне доповнення

### Том третій
- Примітки художника
- Місія 11: «Обіцянка» (англ. «Promise»)
- Місія 12: «Молитва» (англ. «Prayer»)
- Місія 13: «Літній сніг» (англ. «Summer Snow»)
- Місія 14: «Руйнування» (англ. «Destruction»)
- Місія 15: «Бог» (англ. «Holy One»)
- Остання місія: «По веселці» (англ. «Over the Rainbow»)[ком. 3]
- «Створюючи Разефона» (англ. «Making of Rahxephon») — гумористичне доповнення

### Доступні видання
| Видавець                                   | Мова           | Том 1              | Том 2              | Том 3              |
| ------------------------------------------ | -------------- | ------------------ | ------------------ | ------------------ |
| Японія: Shogakukan                         | японською      | ISBN 4-09-157131-X | ISBN 4-09-157132-8 | ISBN 4-09-157133-6 |
| США: Viz Media                             | англійською    | ISBN 1-59116-407-9 | ISBN 1-59116-427-3 | ISBN 1-59116-428-1 |
| Сінгапур: Chuang Yi                        | англійською    |                    |                    | ISBN 981-260-099-X |
| Австралія: Madman Entertainment            | англійською    |                    |                    |                    |
| Італія: Panini Comics (Planet Manga)       | італійською    |                    |                    |                    |
| Франція: Panini Comics (Generation Comics) | французькою    | ISBN 2-84538-230-8 | ISBN 2-84538-284-7 | ISBN 2-84538-322-3 |
| Німеччина: Panini Comics                   | німецькою      | ISBN 3-89921-557-5 | ISBN 3-89921-558-3 | ISBN 3-89921-677-6 |
| Іспанія: Norma Editorial                   | іспанською     | ISBN 84-8431-853-2 | ISBN 84-8431-854-0 | ISBN 84-8431-855-9 |
| Південна Корея: Haksan Publishing          | корейською     | ISBN 89-529-7302-X | ISBN 89-529-7368-2 | ISBN 89-529-7711-4 |
| Індонезія: M&C Comics                      | індонезійською |                    |                    |                    |

## Аніме

### Телесеріал
Ідзубуті Ютака успішний аніме-дизайнер, що спеціалізується на дизайні костюмів, персонажів і меха (його роботи можна спостерігати в серіалах Gundam та Patlabor). Його колишній колега по студії Sunrise Масахіко Мінамі, власник і президент студії BONES, запропонував Ідзубуті зрежисувати нове аніме. Так з'явився «Разефон». Ідзубуті звернувся до класичного меха 1970-х — 1980-х років. Він бажав «встановити нові стандарти в жанрі» меха-аніме і показати свій талант як творця аніме.
Всього в аніме 27 серій. 26 — основні і одна спеціальна, що хронологічно знаходиться між серіями 9 та 10 і тому носить номер 9,5. У ній показані спогади героїв.

#### Телеканали, на яких демонструвалось аніме
| Регіон                                  | Телемережа, телестанція чи телеканал                  |
| --------------------------------------- | ----------------------------------------------------- |
| Японія                                  | Fuji Television та FNS, за виключенням регіону Кінкі. |
| Японія                                  | Bandai (VOD)                                          |
| Регіон Кінкі Японії                     | Sun Television (Кобе, Осака)                          |
| Регіон Кінкі Японії                     | Kyoto Broadcasting System (Префектура Кіото)          |
| Регіон Кінкі Японії                     | TVN (Префектура Нара)                                 |
| Регіон Кінкі Японії                     | BBC (Префектура Сіґа)                                 |
| Регіон Кінкі Японії                     | WTV (Префектура Вакаяма)                              |
| США, Канада                             | Anime Network (VOD)                                   |
| США                                     | G4 TV                                                 |
| Франція, Люксембург, Швейцарія, Бельгія | Game One                                              |
| Франція, Люксембург, Швейцарія, Бельгія | Mangas                                                |
| Іспанія                                 | Cuatro TV                                             |
| Іспанія                                 | Buzz                                                  |
| Португалія                              | SIC Radical                                           |
| Китай                                   | Animax                                                |

### Фільм
Кьода Томокі, що режисирував три серії з телесеріалу, став режисером повнометражної версії «RahXpehon», названої «Pluralitas Concentio». Ідзубуті Ютака значиться в титрах як головний режисер цього фільму, але він не був залучений до його виробництва.
У фільмі є декілька нових сцен, переважно розташованих на початку або в кінці сюжету. На початку прологу, що показує події, які раніше відбулися, — експозиція дії. Більш значуща зміна в сюжеті була додана перед самим кінцем фільму — в останніх 30 хвилинах фільму і завершалось все епілогом, що оповідає про події, які мали місце після декілька тижнів після закінчення подій телесеріалу.
Основу фільму складають урізані сцени з серіалу, іноді в них замінені персонажі або показана інша мотивація та діалоги. Фільм акцентує увагу на відносинах між сім'ями Каміно і Місіма до інциденту в Токіо Юпітер, і коли сюжет повторює події серіалу, він фокусується переважно на цих стосунках. Решта сюжетних ліній або відсунуті на другий план, або повністю відсутні.

### OVA
У спеціальне Plusculus видання «RahXpehon Video Game» входить бонус — OVA-серію, названу RahXpehon Interlude: «Thatness and Thereness» (яп. ラーゼフォン間奏曲「彼女と彼女自身と」) «Her and Herself». Ця серія показує діалог Куон Кісарагі з самою собою. До кінця серії Куон згадує дещо важливе про своє минуле і ухвалює рішення на майбутнє.

## Книги

### Путівники по світу «Разефона»
Видано два різні ілюстровані путівники:
- «RahXephon Bible: Analysis Phase» (ISBN 1-4139-0026-7 ADV Films) містить у собі інформацію з перших дев'ятнадцяти серій з анотаціями перших п'ятнадцяти. Існує переклад на англійську мову. У книгу входять замітки до серій, сторінки персонажів і анкети членів знімальної команди.
- «RahXephon Complete» (ISBN 4-8401-1019-0‚ Media Factory) охоплює всі серії, OVA, фільм і відеогру. На додаток до огляду героїв і серій входить також більше інтерв'ю з членами команди і два інтерв'ю з режисерами Ідзубуті Ютакою (Rahxephon) та Анно Хідеакі (Neon Genesis Evangelion). Книга існує тільки японською мовою.

### Артбуки
- «RahXephon Official Illustration Collection» (ISBN 4-8401-0744-0) включає в себе ілюстрації, зроблені для журналів, DVD обкладинок, саундтреків і інші роботи.
- У «RahXephon Art Works» (ISBN 4-7973-2316-7) зібрано більше ілюстрацій від Ямади Акіхіро. Здебільшого замальовки персонажів, деякі місця, інтер'єри і власне малюнки. У книгу також входять створені Ямадою обкладинки DVD.

### Романи
Оноґі Хіросі, один з сценаристів серіалу, створив цикл романів.
| Том | Японською    | Японською          | Англійською | Англійською        | Англійською |
| Том | Дата виходу  | ISBN               | Дата виходу | ISBN               |             |
| --- | ------------ | ------------------ | ----------- | ------------------ | ----------- |
| 01  | Липень 2002  | ISBN 4-8401-0598-7 | 2005-08-25  | ISBN 1-59796-000-4 |             |
| 02  | Серпень 2002 | ISBN 4-8401-0615-0 | 2005-12-21  | ISBN 1-59796-001-2 |             |
| 03  | Жовтень 2002 | ISBN 4-8401-0653-3 | 2006-02-25  | ISBN 1-59796-002-0 |             |
| 04  | Грудень 2002 | ISBN 4-8401-0687-8 | 2006-06-25  | ISBN 1-59796-003-9 |             |
| 05  | Лютий 2003   | ISBN 4-8401-0719-X | 2006-11-15  | ISBN 1-59796-004-7 |             |

#### Інші книги
- Оноґі Хіросі: «РаЗефон — Спляче яйце» (яп. ラーゼフォン―夢みる卵):  Японія: ISBN 4-8401-1001-8
- Камбаясі Тьохей: «ラーゼフォン — 時間調律師» :  Японія: ISBN 4-19-905120-1
- Хікава Рюсуке: «ラーゼフォン完全攻略» :  Японія: ISBN 4-19-861675-2

## Ігри

### RahXephon
Відео гра RahXephon (яп. ラーゼフォン 蒼穹幻想曲), випустила для PlayStation 2 компанія Bandai у 2003 році. Здебільшого гра належить до жанру пригод з деякими елементами бойовика. Гравець переміщається в 3-D світі, подорожує по локаціях і просувається по сюжету до одного з чотирьох різних кінців. Ігрові персонажі озвучувалися їх оригінальними сейю. Ролики в грі демонстрували мальовану анімацію, частина якої була зроблена спеціально для гри. У action-вставках гравець бився з долемами за допомогою Разефона; зброя і удосконалення для Разефона могли бути відкриті в ході гри.
У спеціальне видання відео гри увійшов буклет та DVD з OVA-серією.

### Super Robot Wars
Герої і меха з «Разефона» з'являються в грі «Super Robot Wars MX», також як і персонажі інших меха-аніме.

## Музичні теми
Саундтрек до аніме-серіалу, окрім вступних та фінальних композицій, написаний і виконаний Хасімото Ітіко.

### Вступні теми
«Hemisphere» (яп. ヘミソフィア) — вступна тема в телесеріалі. Автори: Івасато Юхо і Канно Йоко. Виконує Сакамото Маая у серіях 2-3 і 5-25. У 4 серії звучить інструментальна версія.

### Фінальні теми
- «Fledgling Dream» (яп. 夢の卵) — фінальна тема телесеріалу. Автор: Хасімото Ітіко. Різні версії виконувалися Хасімото Ітіко та Маюмі для серій 1-25.
- «Tune the Rainbow» — фінальна тема фільму «Rahxephon: Pluralitas Concentio». Автори: Івасато Юхо і Канно Йоко. Виконує Сакамото Маая.

### Радіопостановка
Радіопостановка, названа «Rahxephon Sound Drama», вийшла на CD в Японії у вересні 2002. Вона складається з 14 сценічних треків, двох музичних і одного вступного. Це історія про те, як Аято отримав коробку шоколадних цукерок від невідомого на день Святого Валентина і намагається дізнатися, хто ж надіслав її.

## Культурна й мистецька спадщина, використана в серіалі

### Музика

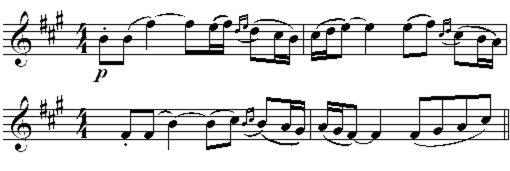
Танець дівчат — плавна, мелодія, яка повторюється в RahXephon. такти, на зображенні показані наступні чотири

В аніме широко використовуються музичні терміни, крім цього серіал супроводжують мелодії класичних творів. Увертюра Вагнера до опери «Нюрберзькі мейстерзінгери» відкриває першу серію. Мотив, який Куон постійно наспівує або вуркоче собі під ніс, — це «Половецькі танці» з опери Бородіна «Князь Ігор». Протягом всього аніме ця мелодія звучить не раз із різних акустичних систем.

### Кольори
Муліани мають синю кров, тоді як нормальні люди червону. У всесвіті «Разефона» ідея, що у дворян блакитна кров приймає буквальне значення через панування муліан.
У Разефоні використовуються сині квіти як символи муліан. Ця ж концепція була використана філософом Новалісом, який написав про Хейнріче, — молоду людину, що сумує про «синю квітку», яку він одного разу побачив уві сні. Крім того, Новаліс писав, що «світ стає сном, а сон — реальністю». У «Разефоні» ця ідея знайшла своє віддзеркалення.
Мітіру, синій птах, якого Кунугі тримає в клітці, названий на честь його дочки. Також вірно, що це японське ім'я для «Mytyl», персонажа з Метерлінковського «Синього птаха». В останніх двох серіях аніме цей птах зіставляється з Харукою, сині птахи символізують муліан, а «Синій птах» використовується, щоб описати стосунки Іцукі і Нанаморі. У манзі також присутня ця тема.

### Образотворче мистецтво

Пейзаж з годинниками

Символічна картина, що постійно з'являється в аніме, є модифікованою версією роботи Рене Магрітта «La Grande Famille» із зображенням силуета голуба на тлі синього неба.
В аніме є також і інші відсилання на французький сюрреалізм: від нереальної послідовності, що асоціюється з деякими долемами, до всіх згадок про повернення і переробку світу відповідно до бажань людей. Сюрреалісти стверджували, що художники повинні виражати підсвідоме, вільне від свідомих думок і причин, і тоді вигаданий світ підсвідомого буде реальнішим, а справжній світ стане сюрреальним. Аято перенастроював світ відповідно до свого уявлення. Також, сюрреалісти хочуть змінити світ, щоб він підходив підсвідомому, наприклад за допомогою політичної революції.
Вступні кадри серіалу демонструють зображення з явними рисами сюрреалізму. Одне із зображень з цього ряду є дивним пейзажем з годинниками, деякі з яких зламані, а інші йдуть з різною швидкістю. Це нагадує картини з «м'якими годинниками» Сальвадора Далі.

### Американська культура

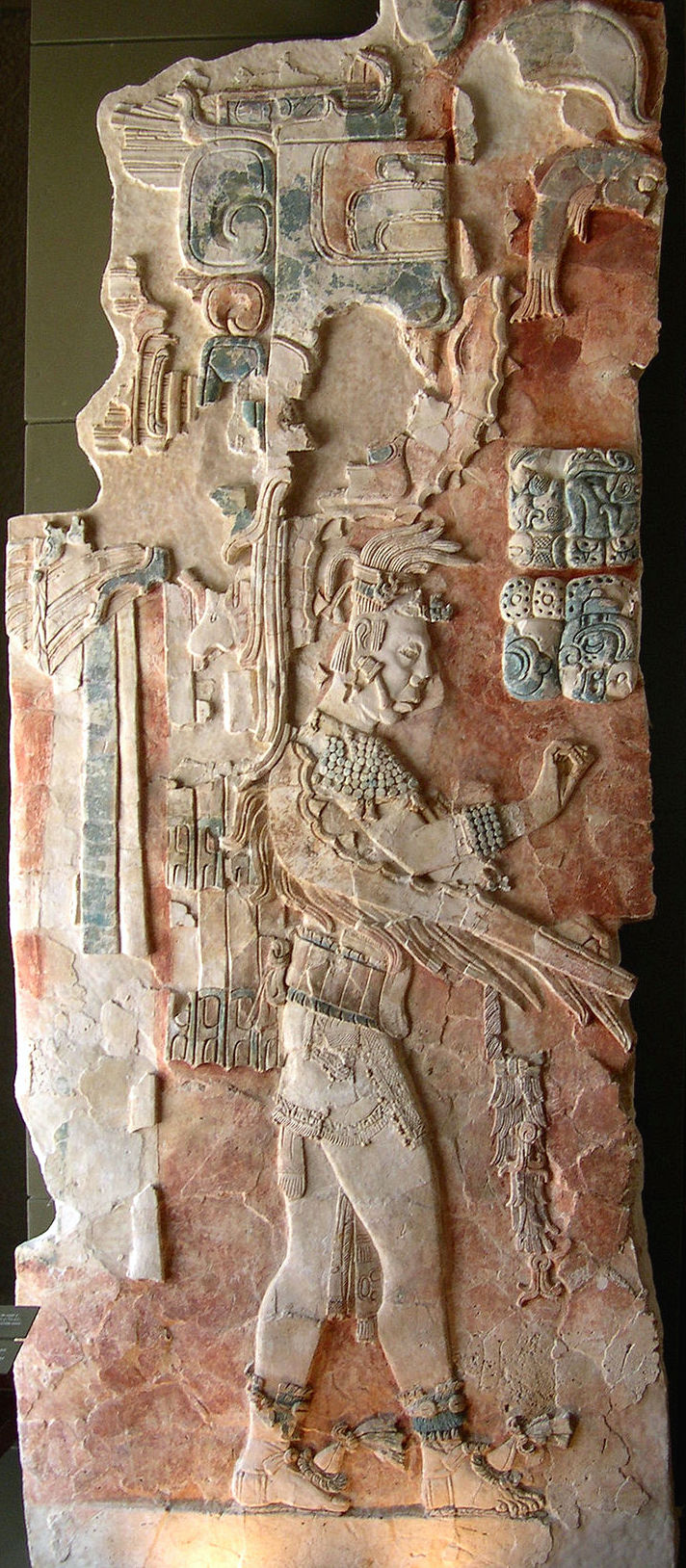
Барельєф у музеї у Паленке. Схожі барельєфи показані в серіалі і фільмі.

«Разефон» включає в себе багато елементів доколумбівської американської культури. 21 грудня 2012 року — кінець епохи в календарі майя і перехід до нової. У «Разефоні» муліани з'явилися через тиждень після цієї дати. Також персонажі слухають пісню під назвою «Долею Катуна»; катун — це міра вимірювання часу в календарі майя (приблизно 20 років). Система управління долемом включає шолом, що формою нагадує обличчя скульптур майя; міста муліан містять художні роботи, які дуже схожі на твори майя, і інші месоамериканські культури. Навіть ім'я лідера муліан в Токіо — «Майя».
Не випадково, що у серіалі часто згадуються книги Джеймса Чарчварда про Пацифіду — розвинену стародавню расу з великого острова в південній частині Тихого океану, затонулого, як і легендарна Атлантида. Чарчвард стверджує, що майя та інші стародавні цивілізації були залишками колоній Пацифіди. Головний герой «Разефона» Аято знайомий з цією теорією.
Мова муліан ґрунтується на мові науатль, якою розмовляли ацтеки, що жили північніше. Терміни «in ixtli in yollotl» (обличчя і серце) і «ollin» (рух) прийшли з цієї мови, і посилають до бога сонця Оллін Тонатіу. Звертаючись до ацтекського сонячного каменя, людство живе в п'ятій і останній епосі миру. Тонатіу — бог цієї п'ятої епохи; у «Разефоні» персонажі Аято і Куон звуться «Оллін» мовою муліан. У кінці серіалу обидва персонажі досягають стану, що називається йолтеотль, — це стан схожий на буддистську нірвану.
Серіал також демонструє долема, що вирізує форми на землі; ці форми нагадують «лінії Наски» — лінії, створені до-інковською культурою. У серіалі зустрічаються ступінчасті піраміди, виконані у стилі Тікаля і в других культур. Форма штабу Тери — конусообразна піраміда, змішана з кутом і вершиною Фудзі.
Остання серія містить цитату з прозаїчної поеми Октавіо Пасу «The Obsidian Butterfly» із збірки «Aguila O Sol», яка оповідає про ацтекську міфологію і прихід нової ери. «The Obsidian Butterfly» — натяк на ацтекську богиню Іцпапалотль; Куон стає представником богині, практично таким, як описано Пасом.

### Міфи про створення світу
Налаштування світу перекликається з ідеєю створення піснею, що з'являється у міфах про створення світу, наприклад, таких як Хопі. Також ця ідея була використана у фентезійних міфологіях, наприклад, у толкієновській музиці Айнурів і в історії створення льюїсівської Нарнії. Інший символічний елемент — големи, створіння з глини, перекликаються з Книгою Буття, а також із сучаснішими історіями в єврейській Каббалі і фольклорі.

### Японська культура і релігія
Два японські міфи недвозначно згадуються в серіалі: Аято порівнює себе з Урасшімою Таро, а професор Рікудо порівнює Майю з принцесою Кагуєю.

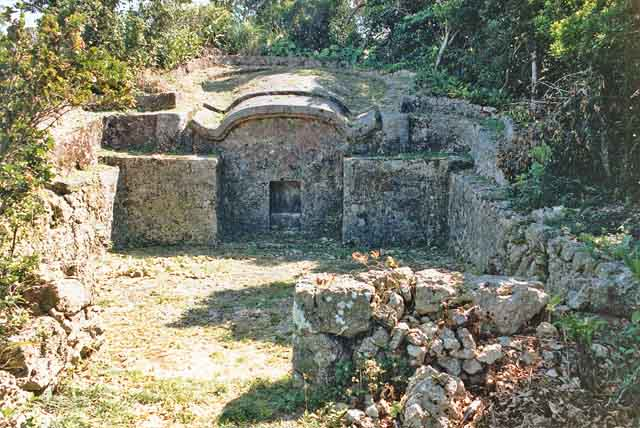
Рюкюйські руїни

ТЕРА базується на острові Нірай, вигаданому доповненні до Сацунанських островів. Сама база знаходиться в місті Канай, побудованому на штучній землі, розташованій поряд із справжнім островом. Назви Нірай і Канай є каламбуром на нірай-канай. У традиційних віруваннях Рюкю «Нірай канай», також званий «Ніра-хара» або «Ніраасуку», місце у морі, де живуть боги. Вважається, що ці боги відвідують острови людей під час певних релігійних фестивалів. У «Разефоні» муліанам вірять, що є реальна підстава у легендах про Нірай-канай. «Гробниця часу» схожа на рюкюський родинний склеп. Гора Фудзі з'являється в аніме власною персоною і надихнула деякі моменти дизайну; ця гора має особливе значення в синтоїзмі.
У серіалі найбільше значення надається релігії Мезоамерики і Рюкю. Окрім рюкюських вірувань і конфуціанства, серіал має мало відсилань до інших релігій. Ягумо показаний у кімоно під час виконання ритуалу синтоїстського нового року, але інші релігійні культи не відображені. Персонажі відзначають світське Різдво, але розрізняють для себе звичаї і віру. Кунугі відвідує християнське кладовище, і важливі сцени у двох останніх серіях відбуваються поряд з церквою. Таким чином аніме демонструє різноманітність японської релігійної практики.
У фільмі важливе місце займає буддизм. В епілозі з'являється буддистський вівтар буцудан, де на порцеляновому диску значиться посмертне ім'я Аято. Перед цим, незадовго до кінця фільму є сцена біля озера, в якій Аято пояснює ситуацію «перенастроювання» Харуке. Він говорить, що не може залишатися з нею у світі, тому що зараз він якось переступив межі свого людського стану, тобто, досяг просвітлення.

### Інше
Авіаносець «Лідія Літвяк» названий так на честь радянської жінки-пілота, героїні Другої світової війни, «білої лілії Сталінграду» — Літвяк Лідії Володимирівни.

## Сприйняття
За словами дистриб'ютора, серіал «захопив мільйони людей в Японії» і «[привернув] увагу глядачів десятками тисяч». Серіал здобув нагороду як найкращий аніме-серіал на 7-му ярмарку Animation Kobe.
На міжнародному рівні аніме-серіал було перекладено та вийшло на DVD. Його було придбано для трансляції телевізійними мережами та доступно на службах відео за запитом у кількох країнах. У Сполучених Штатах DVD-диски вийшли в театральний прокат паралельного з прем'єрою іншого фільму від студії Bones — Cowboy Bebop: The Movie. Дистриб'ютор стверджував, що RahXephon мав «високі продажі та надзвичайну реакцію критиків у США».

### Відгуки на аніме-серіал
Редактор видання Protoculture Addicts Клод Ж. Пеллетьє назвав RahXephon одним з трьох кращих аніме 2002 року. Інший редактор цього ж видання Мацуда Міяко погодився, відзначивши таємничість, технології та романтику аніме. Крістіан Натт з Anime Jump висловив протилежну думку: «Персонажі RahXephon не вдалися, а складність сценарію не викликала особливої цікавості, попри деякі спочатку приголомшливі ідеї». Ен Хон, з іншого боку, зазначив, що персонажі вміло розроблені та правдоподібні як «самосвідомі сутності, а не просто частини, які потрібно заповнити для розвитку історії». Майк Тул з Anime Jump був вражений музикою, анімацією та дизайном персонажів, так само як і Мартін Уеллетт з Protoculture.
Джон Хакслі для видання Anime Boredom описав комедійні моменти у RahXephon як «короткі, але не небажані». Також він написав, що «романтичні моменти дуже далекі від веселих витівок Love Hina або Ranma ½» і здебільшого «виглядають дуже правдоподібно».

### Відгуки на аніме-фільм
Телефільм отримав неоднозначніші відгуки, ніж серіал. Крістіан Натт не був у захваті від телесеріалу, але вважав фільм кращим: попри те, що було «забагато різання та подрібнення», він написав, що «творці зробили все можливе з матеріалом». Він додав: «остання сцена дуже зворушлива. Це велике покращення в порівнянні з телешоу». Ефрайн Діас мл. з IGN назвав фільм «доблесною спробою», але віддав перевагу телесеріалу та запитав: «Навіщо взагалі згадувати про фільм?». Карло Сантос, у рецензії для Anime News Network, рекомендував фільм як «завершення чудового серіалу», і для тих, хто його ще не дивився.

### Відгуки на манґу
Едуардо М. Чавес з Anime on DVD не був вражений першим томом манґи, особливо в порівнянні з телесеріалом; він оцінив його на «С-», хоча сказав, що це могло б спрацювати як «пародійне додзінсі». Після розчарування в першому тому Чавес був приємно здивований розвитком історії в наступних томах, і назвав її «історією, яка виросла разом зі своїми героями», змінивши свою оцінку їй «B+».